# امیرزی سنگین
انجنیر امیرزی سنگین (زاده ۱۹۴۹ میلادی ولسوالی ارگون ولایت پکتیکا) سیاستمدار افغانستانی و وزیر اسبق وزارت مخابرات و تکنالوژی معلوماتی دولت جمهوری اسلامی افغانستان در دو دوره ریاست جمهوری حامد کرزی می‌باشد.

## زندگینامه
امیرزی سنگین فرزند امیرگل گلشاخیل در تاریخ ۶ جون سال ۱۹۴۹ در ولسوالی ارگون ولایت پکتیکا تولد گردیده است. وی تعلیمات ابتدائی خویش را در ولسوالی ارگون ولایت پکتیکا، متوسطه و عالی را در شهر گردیز ولایت پکتیا و لیسه مرکز تربیوی مخابرات در کابل به اتمام رسانیده است.
در سال ۱۹۶۹ آقای سنگین جهت فراگرفتن تحصیلات عالی عازم کشور انگلستان گردیده و در سال ۱۹۷۳ دیپلم خویش را در رشته مهندسی مخابرات و برق از کالج دانشگاهی لندن بدست آورده‌است. سنگین از سال ۱۹۷۵ الی ۱۹۷۸ بسمت استاد و سپس بین سال‌های ۱۹۷۸ الی ۱۹۸۰ به عنوان امر عمومی مرکز تربیوی مخابرات ایفای وظیفه نموده است.
در نتیجه جنگ شوروی در افغانستان، سنگین در سال ۱۹۸۰ افغانستان را ترک گفته و در کشور سوئد پناهندگی سیاسی اختیار نمود و در انجا در سال ۱۹۸۲ در اداره مخابرات سوئد اشغال وظیفه نمود. وی بین سال‌های ۱۹۸۲-۱۹۸۵ در پروژه میدان هوائی بین‌المللی شاه خالد در عربستان سعودی به عنوان عضو تیم پروژه مخابرات ایفای وظیفه کرده‌است. از سال ۱۹۸۵ الی ۱۹۹۰ موصوف مسئولیت طرح، دیزاین، انکشاف و تطبیق شبکه‌های موبایل GSM را در کشور سوئد بعهده داشته‌است.
در جریان سال‌های ۱۹۹۰ الی ۲۰۰۱ آقای سنگین از جمله بنیان‌گذاران اداره بین‌المللی مخابراتی سوئد در داوطلبی‌های بین‌المللی با کسب ۸ جواز در کشورهای ایستونیا، لیتویا، روسیه، هنگری، ایتالیا، نامیبیا و هندوستان نقش بارز و ارزنده داشت. وی در هنگام اقامت در سوئد به عنوان یکی از اعضای فعال کمیته سوئد که در راستای بازسازی افغانستان در سکتورهای معارف، زراعت و صحت در جریان ۲۵ سال اخیر نقش مهمی را بازی نموده است، انجام وظیفه نمود.
وی پس از حادثه ۱۱ سپتامبر ۲۰۰۱ دوباره به وطن بازگشت. موصوف در سال ۲۰۰۲ ریاست کمیته ارزیابی صدور جواز موبایل GSM را در وزارت مخابرات افغانستان بعهده داشت. در ماه فوریه ۲۰۰۳ بسمت مشاور ارشد وزیر مخابرات وقت انتخاب شد. در سمت مشاور ارشد وزیر مخابرات، مسئولیت‌های عمده‌ای همچون انکشاف پالیسی مخابرات و تکنولوژی معلوماتی، قانون تنظیم خدمات مخابراتی، هماهنگی روند صدور جوازهای موبایل، طرح و توسعه پلان‌های انکشافی سالانه برای سال‌های ۲۰۰۳ و ۲۰۰۴، ترتیب و انکشاف طرح‌های پیشنهادی و ترتیب پرزنتیشن‌ها بمنظور جلب کمک‌های منابع و دونرهای بین‌المللی، نظارت از پروسه‌های داوطلبی و عقد قراردادهای پروژه‌های انکشافی و نهائی سازی تفاهمنامه‌های بزرگ مالی و کمکی با دونرهای بین‌المللی و حکومات را بعهده داشت.
سنگین در ژوئیه ۲۰۰۴ بسمت رئیس عمومی اجرای شرکت مخابراتی افغان تلکام که یک شرکت دولتی می‌باشد  برگزیده شد. در سمت رئیس شرکت افغان تلکام در ایجاد شرکت، ترتیب و تصویب اساسنامه، ساختار تشکیلاتی، ترتیب و انکشاف دستورالعمل‌ها، پروسیجرها و تطبیق پلان‌های انکشافی فنی نقش مهم را بازی نموده است.
او در دسامبر ۲۰۰۴ به سمت وزیر مخابرات و تکنولوژی معلوماتی جمهوری اسلامی افغانستان تعیین گردید و در این پست برای ۵ سال ایفای وظیفه نموده است. از اثر تلاش‌های خستگی ناپذیر موصوف در جریان پنج سال در سکتور مخابرات و تکنالوژی معلوماتی پیشرفت‌های قابل ملاحظه بعمل آمده است. چنانچه به صورت مجموعی ۱٫۵ میلیارد دلار امریکائی سرمایه خارجی در این سکتور جذب گردیده است، سالانه در حدود بیشتر از ۱۰۰ میلیون دلار امریکائی عواید به خزانه دولت انتقال یافته، بیشتر از ۸۰% نفوس کشور تحت پوشش خدمات مخابراتی قرار گرفته، تعداد مشترکین تلفن به ۱۱ میلیون افزایش یافته‌است. شبکه‌های دیجیتالی باند وسیع در شهرهای بزرگ و قسمت اعظم از بخش‌های کشور در حال تطبیق و عملی شدن بوده و همچنان ارتباطات با کشورهای همسایه از طریق شبکه‌های نوری تأمین گردیده است. در نتیجه این پیشرفت، سکتور مخابراتی کشور در بهبود زندگی مردم و انکشاف اقتصاد افغانستان نقش مهمی را بازی نموده است.